# Hug V d'Alsàcia
Hug V d'Alsàcia (vers 975-849), fou comte de la Baixa Alsàcia o Nordgau i comte consort de Dagsburg per matrimoni amb la seva neboda Heilwig vers l'any 1000. El seu pare va heretar el comtat però va renunciar en favor del seu fill reservant-se el territori de Dagsburg que Hug no podria heretar (i a la mort d'Eberard el 999 va passar a una filla d'aquest -i per tant germana d'Hug- de nom desconegut i nascuda vers 965/970, amb la filla de la qual, Heilwig, nascuda vers 885, es va casar vers el 1000). Va governar el comtat del 984 al 1049. Fou pare de diversos fills dels quals els cinc primers que segueixen són segurs i els altres tres discutits: 
- Matilde casada amb Ricuí comte de Charpeigne i comte de Saintois (fill de Lluís I de Charpeigne), mort vers 1055 (després del 2 de maig de 1028)
- Hug VI de Dagsburg, comte hereu de Dagsburg, mort entre 1046 i 1049 segurament abans que el pare i la mare, casat amb Matilde. Fou el pare d'Enric mort vers 1050 o 1065 i de Gerberga abadessa de Hessen
- Brunó que després fou canonge i bisbe de Toul (1027-1051) i elegit papa com a Lleó IX el 1049 (nascut el 21 de juny de 1002, + a Roma el 10 d'abril de 1054)
- Adelaida, casada amb Adalbert comte d'Ufgau (Calw)
- Gertrud (+1077), casada amb Liudolf, marcgravi de Frísia (fill de Brunó de Brunswick)
- Filla casada amb Otó comte a Deutzgau (fill d'Ezzó palgravi de Lotaríngia), palgravi el 1035 renunciant el 1045 quan va ser proclamat duc Otó II de Suàbia
- Gepa abaddessa de Sant Quirí a Neuss.
- Gerard II d'Egisheim, en algunes genealogies assenyalat com a fill de Gerard I.